# Chauliodites eskovi

Chauliodites eskovi  (лат.) — ископаемый вид насекомых из семейства Chaulioditidae (отряд Grylloblattida). Пермский период (Тура, Nirungdkan-1 River, ярус Agitkan, Aegean, возраст находки 242—254 млн лет), Россия, Красноярский край, Эвенкийский автономный округ (63.6° N, 100.6° E).

## Описание
Длина переднего крыла — 19,0 мм.  Сестринские таксоны: Chauliodites circumornatus, Ch. geniatus, Ch. issadensis, Ch. sennikovi, Ch. afonini, Ch. ponomarenkoi. Вид был впервые описан в 2011 году российским палеоэнтомологом Д. С. Аристовым (Палеонтологический институт РАН, Москва) по ископаемым отпечаткам. Вид назван в честь палеонтолога и писателя Кирилла Юрьевича Еськова.